# Carlo Pareschi
Carlo Pareschi (Poggio Renatico, 19 agosto 1898 – Verona, 11 gennaio 1944) è stato un politico italiano.

## Biografia
Celebre agronomo, aderì al fascismo all'inizio degli anni venti e fu, durante la dittatura mussoliniana, ministro dell'agricoltura e delle foreste. Dal 1928 al 1932 fu segretario generale della Confederazione fascista degli Agricoltori mentre nel 1933 entrò nel Gran Consiglio del Fascismo, alle cui sedute però negli anni trenta non partecipò di persona.
Nel luglio del 1943, alla sua prima partecipazione a una seduta del Gran Consiglio votò a favore dell'ordine Grandi in maniera un po' anomala, persuaso dalle affermazioni del suo estensore, che gli aveva assicurato che Scorza ne conosceva il contenuto. A chi gli fece notare che l'approvazione di tale Ordine del Giorno imponeva le dimissioni del Duce rispose "sono solo parole, come al solito non cambierà mai niente". Anche dopo l'arresto di Benito Mussolini, considerandosi un tecnico prestato quasi controvoglia alla politica, non calcolò la prevedibile voglia di vendetta dei fascisti e rimase a Roma, dove ai primi di ottobre fu catturato dalle truppe della neonata Repubblica Sociale Italiana.
Condotto a Verona e processato insieme agli altri "traditori" del 25 luglio, fu condannato a morte insieme a Galeazzo Ciano nel 1944 e giustiziato l'11 gennaio dello stesso anno.